# Záhada Modrého vlaku
Záhada Modrého vlaku (v originále The Mystery of the Blue Train) je detektivní román od Agathy Christie. Poprvé byl román publikován ve Spojeném království v roce 1928. V knize se objevuje několik zmínek o městečku St. Mary Mead, ale christieologové se neshodují, zda je identické s tím, ve kterém žije slečna Marplová.
V tomto románu se poprvé objevují postavy informátora Gobyho a George, Poirotova sluhy a komorníka, který de facto vystřídal paní Pearsonovou, jež vystupovala v některých krátkých povídkách či románu Velká Čtyřka.

## Děj
Děj se odehrává v luxusním Modrém vlaku, ve kterém cestuje i dcera amerického milionáře Ruth Ketteringová, která se chce po nešťastném manželství setkat se svým milencem. Cestou se seznámí s Katharine, které se svěří se svým problémem. Večer však není Ruth v jídelním voze, pouze si nechá přinést koš s jídlem a jde spát. Katharine tento večer zastihne jakéhosi muže, který se ochomýtá před kupé, které patří Ruth a po chvíli do něj také vstoupí. Druhý den ráno se Katharine doví, že byla Ruth zavražděna. Ve vlaku je i detektiv Hercule Poirot, který se ihned ujme vyšetřování. Později se zjistí, že si s sebou Ruth vezla i vzácný rubín, který byl ukraden.